# Terry Wayne Virts
Terry Wayne Virts (Baltimore, Maryland, 1967. december 1. –) amerikai űrhajós, ezredes.

## Életpálya
1988-ban cserprogram keretében a French Air Force Academy hallgatója volt. 1989-ben a Haditengerészeti Akadémián (USAF Academy) matematikai tanári oklevelet szerzett. 1990-ben kapott repülőgép vezetői jogosítványt. Szolgálati repülőgépe az F–16 Fighting Falcon volt. Külföldi bázisokon 1993-1994 között Dél-Koreában, majd 1995-1998 között Németországban teljesített szolgálatot. 1999-ben tesztpilóta kiképzésben részesült. 1997-ben az Embry-Riddle Aeronautical University (MAS) keretében megvédte diplomáját. Több mint 4100 órát töltött a levegőben, több mint 40 különböző repülőgépet vezetett, illetve tesztelt.
2000. július 26-tól a Lyndon B. Johnson Űrközpontban, majd a Jurij Gagarin Űrhajóskiképző Központban részesült űrhajóskiképzésben. 2011-ben a Harvard Business School keretében vezetőképzési ismeretekből vizsgázott. Egy űrszolgálata alatt összesen 13 napot, 18 órát és 6 percet (330 óra) töltött a világűrben.

## Űrrepülések
- STS–130, az Endeavour űrrepülőgép 24., repülésének pilótája. Legfőbb feladatuk a Tranquility modul és a Kupola feljuttatása a Nemzetközi Űrállomásra. Második űrszolgálata alatt összesen 13 napot, 18 órát és 6 percet (330 óra) töltött a világűrben. 9 250 000 kilométert (5 700 000 mérföldet) repült, 217 alkalommal kerülte meg a Földet.
- Szojuz TMA–15M (2014. december 1. – 2015. május 16.) repülésének ISS fedélzeti mérnöke, a Nemzetközi Űrállomás 42. személyzetének tervezett tagja.